# عون بن سوف
عون بن محمد سوف المحمودي, حضر الجهاد في طرابلس من أوله ، وهاجر سنة 1913 إلى الشام ورجع إلى طرابلس سنة 1920 ولما استأنفت الحرب سنة 1922 كان في مقدمة المجاهدين. تجلت شجاعته في معارك مصراته سنة 1923, هاجر مع والده إلى مصر سنة 1924 ورجع إلى طرابلس زائرا في مايو سنة 1930 ورجع إلى مصر وبقى فيها إلى سنة 1945 وفي هذه السنة كان الإنجليز طردوا الطليان من طرابلس فرجع إليها في هذه السنة . وكان يطالب باستقلال البلاد ومن أنصار الوحدة . في سنة 1947 مرض فسافر إلى إيطاليا للتداوي وعملت له جراحة في بطنه توفى بسببها يوم14 أغسطس سنة 1947 وجئ به إلى طرابلس ودفن بمقبرة سيدى منيدر. هو والد أحمد عون سوف، أول وزير داخلية ليبي.

## المصدر
- الطاهر أحمد الزاوي, إعلام ليبيا, منشورات مكتبة الفرجاني عام 1961.